# Дунав 1
Вижте пояснителната страница за други значения на Дунав.
Моторен кораб „Дунав 1“ е специализиран катамаран, който се използва за хидрографски измервания в плитчини и тесни участъци от Изпълнителна агенция „Проучване и поддържане на река Дунав“.
Построен е през 2017 г. в ККЗ „МТГ Делфин“, Варна. Снабден е с LiDAR и многолъчев ехолот, с които дават възможност за извършване на пълния комплекс от дейности, свързани с хидрографските проучвания в общия българо-румънски участък от река Дунав.
Максимална дължина му дължина е 24,18 m, максимална ширина – 7,36 m и максимално газене – 1,19 m.